# Brihadisvaratemplet
Brihadisvaratemplet (Periya Koil) är ett tempel, beläget inne i ett fort färdigställt på 1500-talet, i den indiska staden Thanjavur, delstaten Tamil Nadu. 
Templets höjd är omkring 70 m. Taket är så konstruerat att skuggan av den högst upp befintliga kronan, vägande 1 ton, aldrig faller på marken. Templets byggherre anses vara kung Rajaraja Chola som tillägnade templet gudomen Shivalinga.
Brihadisvaratemplet utsågs till världsarv av Unesco år 1987.